# Église Saint-Côme-et-Saint-Damien de Neštin
L'église Saint-Côme-et-Saint-Damien de Neštin (en serbe cyrillique : Црква Светих Кузмана и Дамјана ; en serbe latin : Crkva Svetih Kuzmana i Damjana) est une église orthodoxe serbe située à Neštin en Serbie, dans la municipalité de Bačka Palanka et dans la province de Voïvodine. Construite en 1793, elle est inscrite sur la liste des monuments culturels de grande importance de la république de Serbie (identifiant no SK 1089).

## Présentation

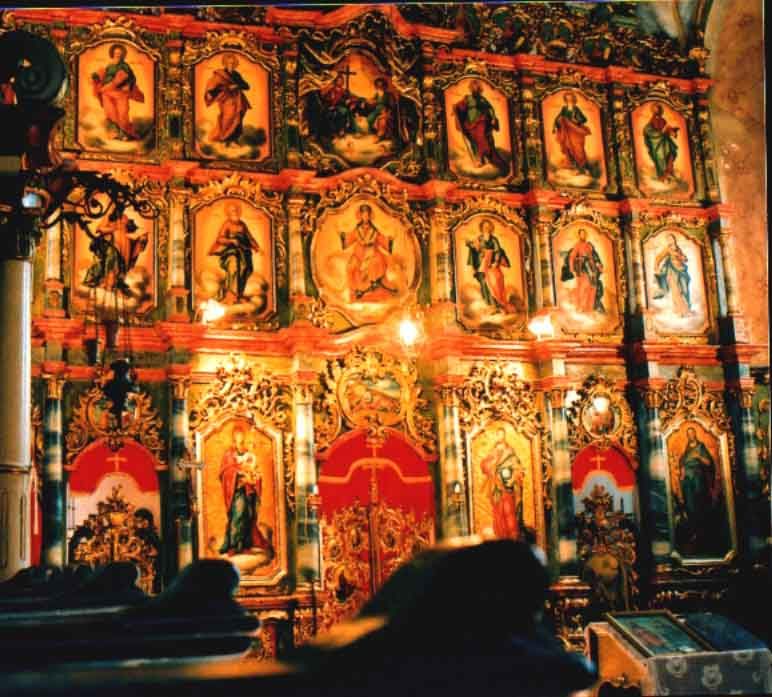
L'iconostase de l'église

L'église Saint-Côme-et-Saint-Damien, caractéristique du style baroque, est constituée d'une nef unique ; à l'ouest, elle est surmontée d'un haut clocher. Les façades nord et sud sont rythmées par des pilastres et par une série de fenêtres en plein cintre.
L'iconostase  a été sculptée par Marko Gavrilović et par son fils Arsenije Marković en 1772. Elle a été peinte en partie (plinthes, portes, apôtres et prophètes) en 1773 par Teodor Kračun, le plus grand peintre baroque serbe de la seconde moitié du XVIIIe siècle ; l'artiste a également réalisé les icônes du Couronnement de la Mère de Dieu et de la Vierge à l'Enfant, ainsi que l'icône de saint Jean Chrysostome qui se trouve sur le trône épiscopal. Une icône du trône de la Mère de Dieu a été peinte par le prêtre Rafailo Miloradović en 1724 ; trois icônes de l'iconostase sont dues à Stanoje Popović et datent de 1741. Les « portes royales » (en serbe : carske dveri) ont été peintes au milieu du XVIIIe siècle ; les icônes du chœur et du portail nord sont l'œuvre de Stefan Gavrilović et datent de 1800.